# محمد بن عبد الله الأشجعي
محمد بن عبد الله الأشجعي اختاره أهل الأندلس واليًا عليهم بعد وفاة الوالي الهيثم بن عبيد الكناني، واستمر لشهرين إلى أن قدم إليها الوالي الجديد عبد الرحمن بن عبد الله الغافقي المكلف من قبل والي أفريقية.